# Noords walstro
Noords walstro (Galium boreale) is een vaste plant die behoort tot de sterbladigenfamilie (Rubiaceae). Het is een plant van hooiland op vochtige, matig voedselrijke grond. De plant komt van nature voor in de koelere gebieden van het noordelijk halfrond. In Nederland komt de plant voor in de Biesbosch. De soort staat op de Nederlandse Rode lijst van planten als zeer zeldzaam en stabiel of toegenomen.
De plant wordt 15-50 cm hoog, vormt kruipende wortelstokken en heeft een vierkante, rechtopstaande stengel. De 1,5-4 cm lange, lancetvormige bladeren zijn drienervig, hebben een stompe top en staan in kransen van vier om de stengel. De bladrand is aan de rand omgerold.
Noords walstro bloeit van juni tot augustus met 2,5-4 mm grote witte bloemen. De bloem heeft geen of een zeer korte kroonbuis. De helmknoppen zijn geelachtig.
De 1,5-2 mm lang, bruine vrucht is een tweedelige splitvrucht en is meestal bezet met rechte of gekromde, korte borstels.
Noords walstro onderscheidt zich van de andere soorten in hetzelfde geslacht door de drienervige bladeren.